# クルト・ダリューゲ
クルト・マックス・フランツ・ダリューゲ（ドイツ語: Kurt Max Franz Daluege, 1897年9月15日 - 1946年10月24日）は、ドイツの警察高官、内務官僚、政治家。秩序警察 (OrPo) 初代長官、第2代ベーメン・メーレン保護領副総督。親衛隊 (SS) の高官であり、最終階級は親衛隊上級大将 (SS-Oberstgruppenführer) および警察上級大将 (Generaloberst der Polizei)。

## 経歴

### 前半生
帝政ドイツ内領邦プロイセン王国のシュレージエン州クロイツブルクにて中級公務員パウル・ダリューゲ (Paul Daluege) とその妻ラウラ（Laura, 旧姓Wecker）の四男として誕生。兄にアルトゥール、エーリヒ、ヨアヒムがいる。。ブラスラウとフランクフルト・アン・デア・オーダーの小学校 (Volksschule) を卒業した後、フランクフルト・アン・デア・オーダーの実科ギムナジウムへ入学し、1916年1月に戦時中のアビトゥーアのノートアビトゥーアに合格してギムナジウムを卒業。
第一次世界大戦中の1916年1月にプロイセン王国軍の近衛歩兵連隊に入隊し、西部方面へ出征した。1917年10月25日に副曹長 (Vizefeldwebel) に昇進している。1918年4月に頭と肩を激しく負傷し、以降、ドイツの敗戦までフランクフルト・アン・デア・オーダーで入院していた。大戦中に二級鉄十字章と戦傷章黒章を受章した。
戦後、1918年から1922年にかけてシレジアの義勇軍（フライコール）に部隊指揮官として参加し、1921年にはシレジア蜂起の鎮圧戦で活躍した。一方、1921年から1924年にかけてベルリン工科大学に在学し、建築エンジニアとしての勉強をした。1922年から1923年にかけてロスバッハ義勇軍に参加し、「ドイツ民族防衛及び抵抗連合会」にも入会している。

### ナチス突撃隊
1922年に国家社会主義ドイツ労働者党（ナチス党）に入党するが、ミュンヘン一揆の失敗で党が解散したため、一時離れた。その後の1924年、「大ドイツ労働者党」に入党し、8月に禁止された突撃隊 (SA) の偽装組織「フロントバン」に参加。1924年8月から1926年3月22日にかけては「フロントバン」の北方エリアの責任者となった。また、1924年に工学士の試験に合格。その後、製鉄所で統計家として勤務したのち、プロイセン州農務省に入省した。はじめ技術官助手として勤務したが、後に運河と線路の建設監督官を務め、さらに1927年にはベルリンのゴミ処理場建設に責任を負う部門の長官に任じられた。
1926年3月12日に再建されたナチス党に再入党（党員番号31,981）する。フライコール退役者や無職者、民族主義者のスポーツ選手などを集めてベルリンに最初の突撃隊 (SA) 部隊を創設させた。その数は1926年初めには500人に達し、ベルリンのナチ党の一大勢力となった。
1926年3月22日からベルリン突撃隊指導者となり、11月から1930年7月にかけて突撃隊集団「ベルリン＝ブランデンブルク」(SA-Gruppen "Berlin-Brandenburg") の司令官を務めた。また併行して、1926年11月1日から1928年10月1日にかけてはナチス党ベルリン＝ブランデンブルク大管区指導者ヨーゼフ・ゲッベルスの代理となり、1928年10月1日に大ベルリン大管区が設置されると、1930年11月1日まで代理を務めた。ダリューゲはミュンヘンのナチ党中央に対しても過激な態度を取るベルリン突撃隊の最高指導者であったが、党首アドルフ・ヒトラーは味方につければ頼もしいとみてダリューゲを取り込んだ。ダリューゲは、ゲッベルスとともにベルリンの過激分子を監視する「ヒトラー派」となった。ダリューゲが突撃隊監視の役割を果たせるよう、ヒトラーは、1929年1月からベルリンの親衛隊 (SS) 部隊の指揮をダリューゲに任せた。さらにミュンヘンの親衛隊全国指導者ハインリヒ・ヒムラーから独立して指揮してよいことも認められた。また、1929年7月から1930年7月まで突撃隊最高指導部の特殊任務指導者 (Führer z.b.V.) に任命されている。
しかしダリューゲは、1930年8月30日のヴァルター・シュテンネスらベルリン突撃隊幹部の反乱を防止できず、またゲッベルスの要請でダリューゲのベルリン親衛隊部隊が反乱の鎮圧に出動するも鎮圧に失敗している。やむなくゲッベルスはこれまで散々けなしてきた警察に介入を願い出ている。しかし1931年4月2日にシュテンネスが再度反乱を起こし、再びダリューゲの親衛隊部隊が投入された際には鎮圧に成功している。この際の功績でヒトラーはダリューゲに「SS隊員よ、忠誠こそ汝の名誉」という言葉を贈っている。この言葉は全親衛隊のモットー「忠誠こそわが名誉」の原型となった。

### ナチス親衛隊
1930年7月25日に正式に突撃隊を去り、親衛隊 (SS) へ移籍した（隊員番号1,119）。ヒムラーから親衛隊上級大佐 (SS-Oberführer) の階級で迎えられた。
1930年12月から1931年9月にかけて上級指導者地区「東方」(Oberführerbereich "Ost")、1931年3月から1932年8月にかけて第3親衛隊地区 (SS-Abschnitt III)、1932年7月から1933年10月にかけては親衛隊集団「東方」(SS-Gruppen "Ost") の司令官となる。いずれもベルリンの親衛隊を管轄する役職である。また、1932年7月の総選挙ではベルリンから出馬して国会議員に当選している。

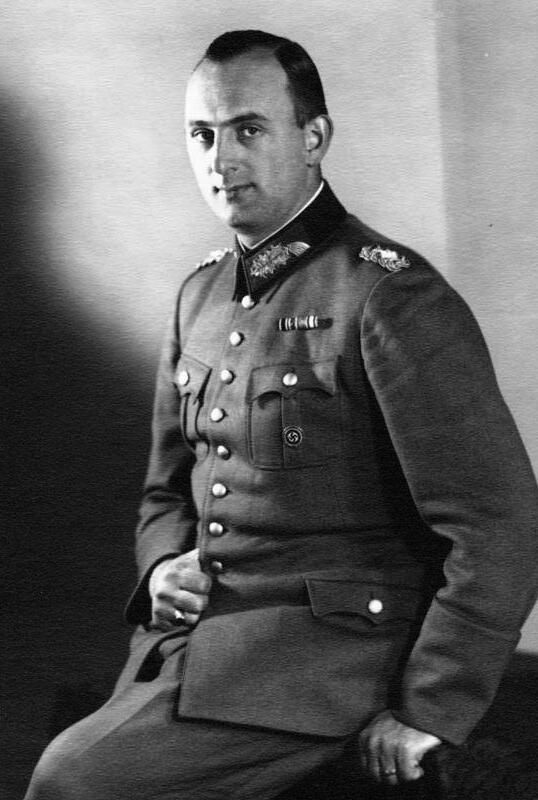
1933年、警察将官の制服を着るダリューゲ警察少将

親衛隊移籍後もダリューゲは引き続きベルリンの親衛隊をヒムラーから半ば独立して治めていた。1933年1月30日にナチス党が政権を取り、ヘルマン・ゲーリングがプロイセン州内相となる。ゲーリングはベルリンの親衛隊を取り仕切るダリューゲの取り込みを狙い、2月6日にダリューゲをプロイセン州の特別任務州委員 (Staatskommissar z.b.V) に任命し、またプロイセン州内務省へ招いて「ダリューゲ特別局」(Sonderabteilung Daluege) を設置させ、その長官とした。さらに3月30日には無任所州委員 (Staatskommissar ohne Geschäftsbereich) に任命。5月11日にはプロイセン州内務省第2局（警察局）の局長に任命した。さらに9月にはプロイセン州地方警察少将（のち中将）の階級を与えられた。これによりダリューゲはナポレオン以来のドイツ最年少の将軍となった。
ゲーリングという後ろ盾を得たダリューゲはますます名目上の上司ヒムラーを軽視するようになっていった。このゲーリングとダリューゲの接近は、いまだバイエルン州ミュンヘンにあったヒムラーとラインハルト・ハイドリヒにも伝わった。事態を危険視したヒムラーは、1933年春頃にハイドリヒ（当時親衛隊大佐）をベルリンに派遣し、ダリューゲの説得にあたらせることとした。ハイドリヒはベルリンを訪れ、数回にわたりダリューゲに面会を求めたが、ダリューゲは面会を拒否した。さらにゲーリングのゲシュタポにハイドリヒに圧力をかけてもらい、ハイドリヒをミュンヘンへ追い返すことに成功した。
1934年6月30日から7月初めにかけて行われた「長いナイフの夜」の際にはゲーリング・ヒムラー・ハイドリヒらが主導する粛清に協力した。またエルンスト・レームら突撃隊幹部が粛清されたことで様々な突撃隊の部隊や地区の指揮官に空席が生じたため、次の指揮官が決まるまでの一時的な処置としてダリューゲには5つ（ベルリン＝ブランデンブルク、中央、ポンメルン、シュレジエン、オストマルク）の突撃隊集団 (SA-Gruppen) が任せられた。
ゲーリングは1934年4月20日にゲシュタポの指揮権をヒムラーに譲渡し、事実上ヒムラー達と和解していた。しかしダリューゲは、引き続きヒムラーからの独立を目指し、続いてドイツ内務大臣ヴィルヘルム・フリックに接近した。そのため1934年11月から1936年6月にかけてダリューゲは、フリックからドイツ内務省第三局 (Abteilung III)（警察局）の局長を任せられていた。フリックとしてもヒムラーを名目上の事務職にして、ダリューゲをヒムラーの常任代理にしてドイツ警察を担わせたいと考えていた。また、1935年6月にコペンハーゲンで行われた国際刑事警察委員会第11回総会にはドイツ代表として出席している。
1936年にはドイツ国法学会警察法委員会 (Ausschusses für Polizeirecht der Akademie für Deutsches Recht) 会員となる。また、3月には最初の心筋梗塞に見舞われている。4月1日に本部長として親衛隊全国指導者個人幕僚に所属、5月にはベオグラードで行われた国際刑事警察委員会第12回総会に前回に引き続きドイツ代表として出席した。

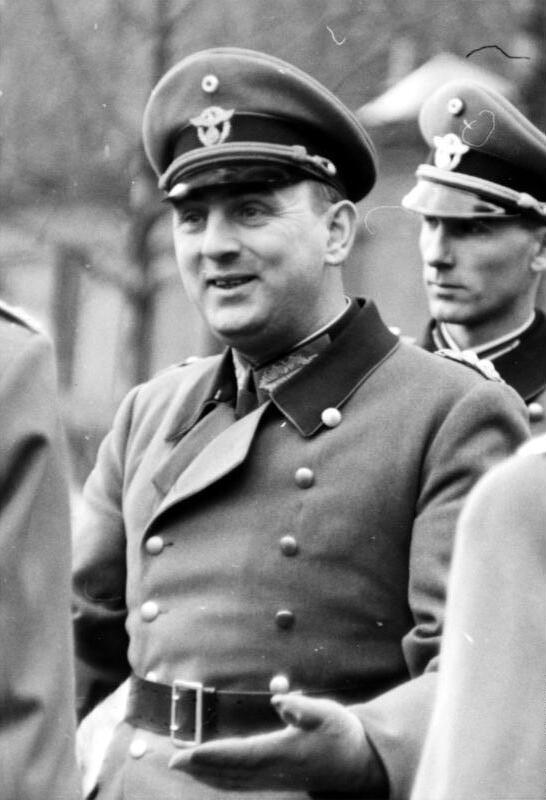
1940年、警察将官服のクルト・ダリューゲ

しかし1936年6月9日、総統アドルフ・ヒトラーはハイドリヒから出されていた「ヒムラーが警察唯一の指揮権保持者であり、ヒムラーは独自の資格を持って内務省に参加し、また閣僚待遇で閣議に出席すべき」という提案を認めた。フリックはただちにヒトラーに抗議したが、ヒトラーは、「ヒムラーを閣僚にすることは認めていない。ヒムラーは『事務次官』として閣議に出席するだけだ」と返答してフリックを納得させた。
1936年6月17日にはフリックはヒムラーを全ドイツ警察長官 (Chef der Deutschen Polizei) に任命することとなった。ヒムラーはフリックが推すダリューゲを一般警察業務を司る秩序警察長官 (Chef der Ordnungspolizei) に任命し、あわせてヒムラーが不在時に警察指揮権を握る全ドイツ警察長官代理にも任命して一応厚遇したが、ゲシュタポや刑事警察（クリポ）など権力の源泉となる政治警察業務はすべてラインハルト・ハイドリヒの保安警察にまとめられたため、ダリューゲの権力は一般警察業務に限定されることとなった。ハイドリヒはダリューゲに「政治的重要事項はすべて保安警察の管掌に属する」とまで書いてよこすようになり、ダリューゲは次第にSS内部における実権を失っていった。しかしこのハイドリヒの提案に対してはダリューゲの秩序警察側も反論し、秩序警察の行政・法律局長であるヴェルナー・ブラハトは「警察はもともと常道から外れた事項を処理する巡査の発展したものにすぎず、何らの管理的権能を備えず、ただ他からの指令を実行する機関である」と言ってはねのけている。
1937年10月17日から20日にかけてローマで行われたイタリアファシスト警察12周年式典にはヒムラー、ハイドリヒ、カール・ヴォルフらと共に出席し、10月18日にはムッソリーニと会談している。

### 第二次世界大戦中

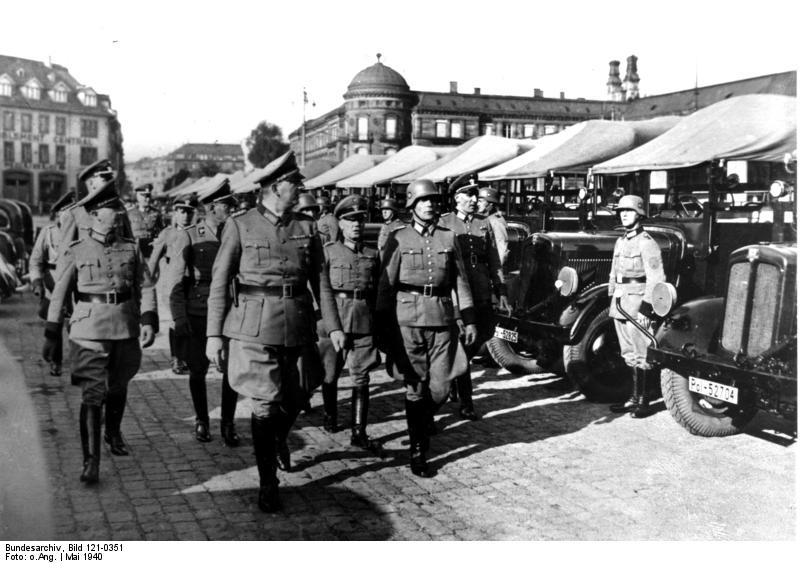
1940年5月、対仏戦で占領したストラスブールの警官部隊を視察するダリューゲ

第二次世界大戦開戦後、1939年9月のヒトラーの命令や10月のヒムラーの命令によりダリューゲの秩序警察からも武装親衛隊に人員が出されることとなった。1940年2月から「第4SS警察装甲擲弾兵師団」として16,000人の警察官が出征している。
また、警察連隊（Polizei Regiment, 1943年2月よりSS警察連隊 (SS-Polizei Regiment) と改名）を組織させ、占領地区においてパルチザンの鎮圧などをはじめとして治安維持任務にあたらせた。さらに1941年7月25日と7月31日に秩序警察長官としてシューマ（Schutzmannschaft, 略称Schuma）設立の命令を下した。シューマとはドイツのヨーロッパ占領地の対独協力者を治安維持に当たる武装部隊として組織させたものである。しかしシューマは設立後まもなく保安警察の所管に入っている。
1941年7月24日にブレスト＝リトフスク近くで第307警察大隊による4435名のユダヤ人銃殺を個人的に視察している。また8月29日から9月1日にかけてミンスクへ訪問し、その際にエーリヒ・フォン・デム・バッハと共に第322警察大隊による女性を含む2278名のユダヤ人の銃殺を視察している。
1941年10月24日、ダリューゲはドイツ、オーストリア、ベーメン・メーレン保護領、リガ、ミンスクのユダヤ人への退去強制令書に署名している。
1942年4月に親衛隊最上位の親衛隊上級大将及び警察上級大将 (SS-Oberstgruppenführer und Generaloberst der Polizei) に昇進した。親衛隊上級大将の階級はダリューゲを含めて4人にしか贈られていない（他にフランツ・クサーヴァー・シュヴァルツ、ヨーゼフ・ディートリヒ、パウル・ハウサー）。

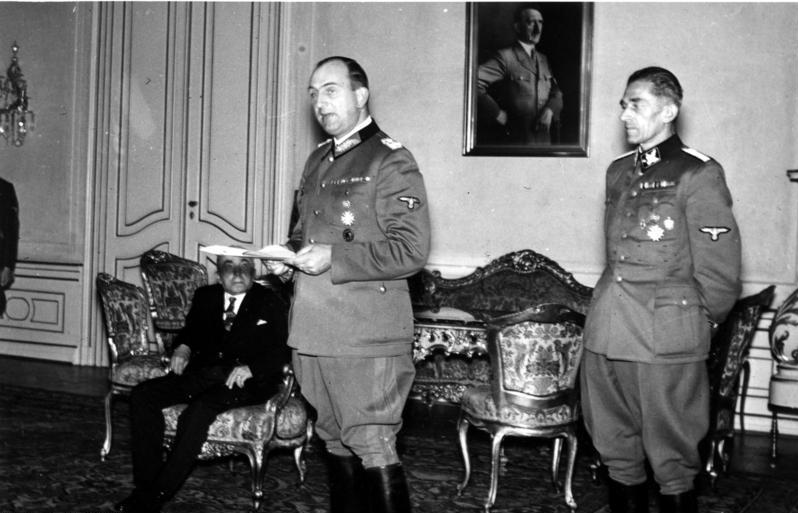
1942年9月、ベーメン・メーレン保護領プラハ。保護領副総督クルト・ダリューゲ（左）とベーメン・メーレン保護領親衛隊及び警察高級指導者カール・ヘルマン・フランク（右）

1942年5月27日にベーメン・メーレン保護領副総督をしていたハイドリヒが襲撃を受け重傷を負うと、襲撃調査の監督をするためにプラハに赴きその際に副総督の職務を代行した。ハイドリヒが6月4日に死亡すると、その後任に任じられた。ダリューゲは、ハイドリヒ暗殺の報復としてボヘミアでリディツェ村やレジャーキ村の虐殺を行った。
一方、ベーメン・メーレン保護領の親衛隊及び警察高級指導者カール・ヘルマン・フランクもハイドリヒの死後、本格的に権力を拡大させていたが、ダリューゲはハインツ・ラインファルトを民政長官に任じてフランクの権力の抑え込みをはかっていた。
しかしダリューゲは1943年5月と6月に連続して起った心筋梗塞で重体となり、秩序警察長官職を7月30日より病気療養のため休職することとなった。1943年7月30日から8月31日まではヒムラーが職務を代行し、その後はアルフレート・ヴェンネンベルクが秩序警察長官事務取扱として長官職の職務を代行した。8月20日にはベーメン・メーレン保護領副総督の地位を降りることとなった。
その後、ダリューゲはドベルシッシュで療養していた。1944年5月24日にヴァルテラント帝国大管区イルゼナウ (Ilsenau) の492.52ヘクタール、610.000ライヒスマルク相当の地所の所有者となり、9月末には家族と共にイルゼナウ農場に引っ越した。

### 戦後

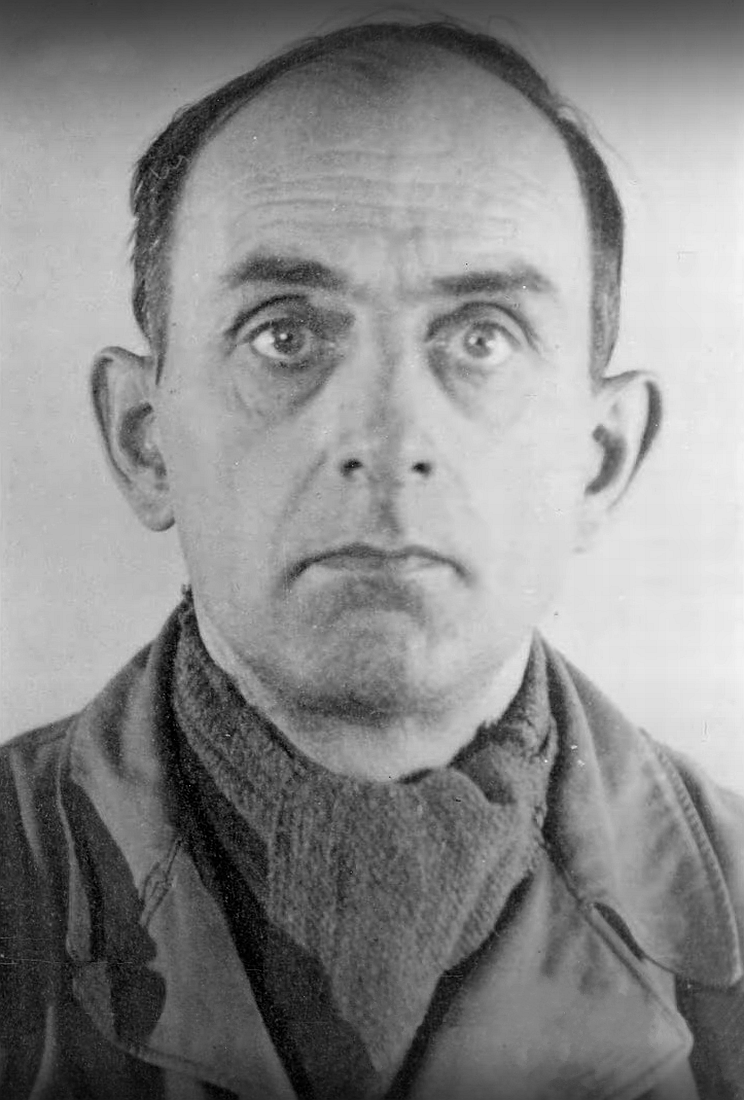
チェコスロバキアで抑留中のダリューゲ（1946年）

1945年5月にリューベックにおいてイギリス軍により逮捕された。ニュルンベルクで拘禁されていたが、1946年9月、ダリューゲの身柄はチェコスロヴァキアへと移された。1946年10月9日からベーメン・メーレン保護領副総督として行った行為についてチェコスロヴァキアの法廷にかけられ、10月23日には死刑判決を受けた。翌日、即死刑執行に決まる。ダリューゲは、死刑執行直前に壊れたグラスで手首を切って自殺を図ったが、失敗している。パンクラーツ刑務所内において処刑された。

## 家族
妻はケテ・シュヴァルツ (käthe Schwarz)。1926年10月16日に結婚している。妻ケテもナチ党員となり（党員番号118,363）、国家社会主義女性同盟の団員となっている（団員番号1,957,819）。ケテとの間に二人の息子と一人の娘をもうけた。また一人の養子をもらっている。

## 人物
- 身長は6フィート3インチ（190センチ）だった[25]。
- ベルリンの突撃隊指導者時代は喧嘩っ早いことで知られた。そのため「ドゥミドゥミ（Dummi-Dummi、馬鹿の意）」と陰口されていたという[6]。
- また、親衛隊内部ではダリューゲが梅毒に起因する精神不安定や性的不能ではないかという噂が存在していた。後者については1938年に夫人が息子を出産したことで晴れたものの、その後も彼の問題が性病によるものだという憶測が存在し続けた[16]。
- エルンスト・カルテンブルンナーがニュルンベルク裁判で拘禁されていた際、アメリカの精神分析医に語ったところによると、ダリューゲは「大言壮語する癖があり、彼の部下の数は30万人だったのに300万人いるなどと述べていた」という。またカルテンブルンナーは「ダリューゲはうぬぼれ屋で野心的でもあったが、ハイドリヒよりは道徳をわきまえていた。彼は目的のためには手段を選ばなかったが、ダリューゲはむしろ従順な役人という感じだった」とも証言している[26]。
- 信仰はプロテスタントだったが、親衛隊の規則に従って1936年11月30日に棄教した[3]。

## キャリア

### 階級
- 1917年10月25日、副曹長及び士官候補生 (Vizefeldwebel und Offizier-anwärter)
- 1930年7月25日、親衛隊二等兵 (SS-Mann)
- 1931年2月26日、親衛隊上級大佐 (SS-Oberführer)
- 1932年7月1日、親衛隊中将 (SS-Gruppenführer)
- 1933年5月11日、局長 (Ministerialdirektor)
- 1933年9月14日、地方警察少将 (Generalmajor der Landespolizei)
- 1934年9月9日、親衛隊大将 (SS-Obergruppenführer)
- 1935年4月20日、地方警察中将 (Generalleutnant der Landespolizei)
- 1936年6月17日、警察大将 (General der Polizei)
- 1942年4月20日、親衛隊上級大将及び警察上級大将 (SS-Oberstgruppenführer und Generaloberst der Polizei)

### 受章
- 鉄十字章
  - 二級鉄十字章（1916年から1918年の間に）
- ドイツ十字章
  - 銀章（1942年9月10日）
- 戦傷章
  - 黒章（1918年）
- 戦功十字章
  - 剣付二級章（1941年1月30日）
  - 剣付一級章（1941年4月20日）
  - 剣付き騎士章（1943年9月7日）
- 名誉十字章
  - 前線戦士章（1934年）
- 黄金ナチ党員バッジ（1934年2月1日）
- 親衛隊名誉リング（1933年12月24日）
- 親衛隊全国指導者名誉剣（1935年9月15日）
- ダンツィヒ十字章
  - 二級ダンツィヒ十字章（1939年8月31日）
- オリンピック勲章 (de:Olympia-Ehrenzeichen)
  - 一級オリンピック勲章（1936年10月29日）
- ドイツ赤十字社勲章 (de:Ehrenzeichen des Deutschen Roten Kreuzes)
  - 一級ドイツ赤十字社勲章（1938年1月30日）
- 1938年3月13日記念メダル（1838年11月21日）
- 1938年10月1日記念メダル（1939年5月4日）
  - 略章「プラハ城」（1939年10月26日）
- 勤続章 (de:Dienstauszeichnung)
  - 警察勤続章 (Polizeidienstauszeichnung)
  - ナチ党勤続章 (Dienstauszeichnung der NSDAP)
    - 銅章（1940年1月30日）
    - 銀章（1941年か1942年）
- イタリア王冠勲章（イタリア王国勲章）(it:Ordine della Corona d'Italia)
  - 大将校章（1937年4月20日）
  - 大十字騎士章（1938年10月18日）
- ルーマニア星勲章（ルーマニア王国勲章）(ro:Ordinul naţional Steaua României)
  - 大将校章（1942年6月22日）